# Несветаевы
 Несветаевы  — опустевшая деревня в Свечинском районе Кировской области.

## География
Расположена на расстоянии примерно 21 км по прямой на восток-северо-восток от районного центра поселка Свеча.

## История
Деревня основана предположительно в 1763 - 1770 годы, в 1802 (Несветаевская) 10 дворов. В 1873 году здесь отмечено дворов 14 и жителей 118, в 1905 (починок Несветаевский 1-й или Несветаевы) 19 и 122, в 1926 (деревня Несветаевская) 22 и 133, в 1950 20 и 75, в 1989 10 жителей. В 2006-2010 годах находилась в составе Шмелевского сельского поселения, в 2010-2019 Свечинского сельского поселения.

## Население
Постоянное население не было учтено как в 2002 году, так и в 2010.